# Phaulacridium
Phaulacridium is een geslacht van rechtvleugeligen uit de familie veldsprinkhanen (Acrididae). De wetenschappelijke naam van dit geslacht is voor het eerst geldig gepubliceerd in 1893 door Brunner von Wattenwyl.

## Soorten
Het geslacht Phaulacridium omvat de volgende soorten:
- Phaulacridium crassum Key, 1992
- Phaulacridium howeanum Key, 1992
- Phaulacridium marginale Walker, 1870
- Phaulacridium otagoense Westerman & Ritchie, 1984
- Phaulacridium vittatum Sjöstedt, 1920